# Baw
|  | Aquest article tracta sobre l'ancestre dels bawàndides del Tabaristan. Si cerqueu un dels estats shan de Birmània, vegeu «Maw». |

Baw fou l'ancestre dels bawàndides del Tabaristan. Era net de Kaus, fill del rei sassànida Cobades I (488-497 i 499-531), però més probablement era un alt dignatari religiós mazdeista de Rayy del final del segle vi anomenat Baw que va anar al Tabaristan al temps de la conquesta àrab i fou escollit pel poble com a governant agafant el títol reial. Va expulsar els àrabs i va regnar 15 anys abans de ser assassinat (vers 680) per Walash, probablement el masmughan de Dunbawand que va usurpar el tron durant vuit anys. Finalment el va succeir el seu fill Surkhab ibn Baw després de derrotar a l'usurpador.